# Augustyn Bloch
Augustyn Bloch (13 tháng 8 năm 1929 – 6 tháng 4 năm 2006) là một nhà soạn nhạc và nghệ sĩ organ người Ba Lan. Ông kết hôn với ca sĩ Halina Łukomska.

## Giải thưởng
Năm 1960, Bloch nhận Giải thưởng Đài phát thanh Ba Lan cho âm nhạc dành cho thiếu nhi. Năm 1969, ông được trao giải ba tại Cuộc thi Sáng tác Quốc tế của UNESCO ở Paris cho tác phẩm "Dialoghi". Ông hai lần được trao Giải thưởng của Bộ Văn hóa - Nghệ thuật vào các năm 1971 và 1985. Năm 1975, ông nhận Giải thưởng của Thủ tướng Chính phủ về sáng tạo nghệ thuật cho thanh thiếu niên nhi đồng.